# Placostegus ornatus
Placostegus ornatus är en ringmaskart som först beskrevs av Sowerby 1820-25.  Placostegus ornatus ingår i släktet Placostegus och familjen Serpulidae. Utöver nominatformen finns också underarten P. o. pennata.